# Paul Ourliac
Pour les articles homonymes, voir Ourliac.
Paul Ourliac, né le 19 janvier 1911 à La Réole (Gironde) et mort le 8 août 1998 à Toulouse, est un historien du droit français.

## Biographie

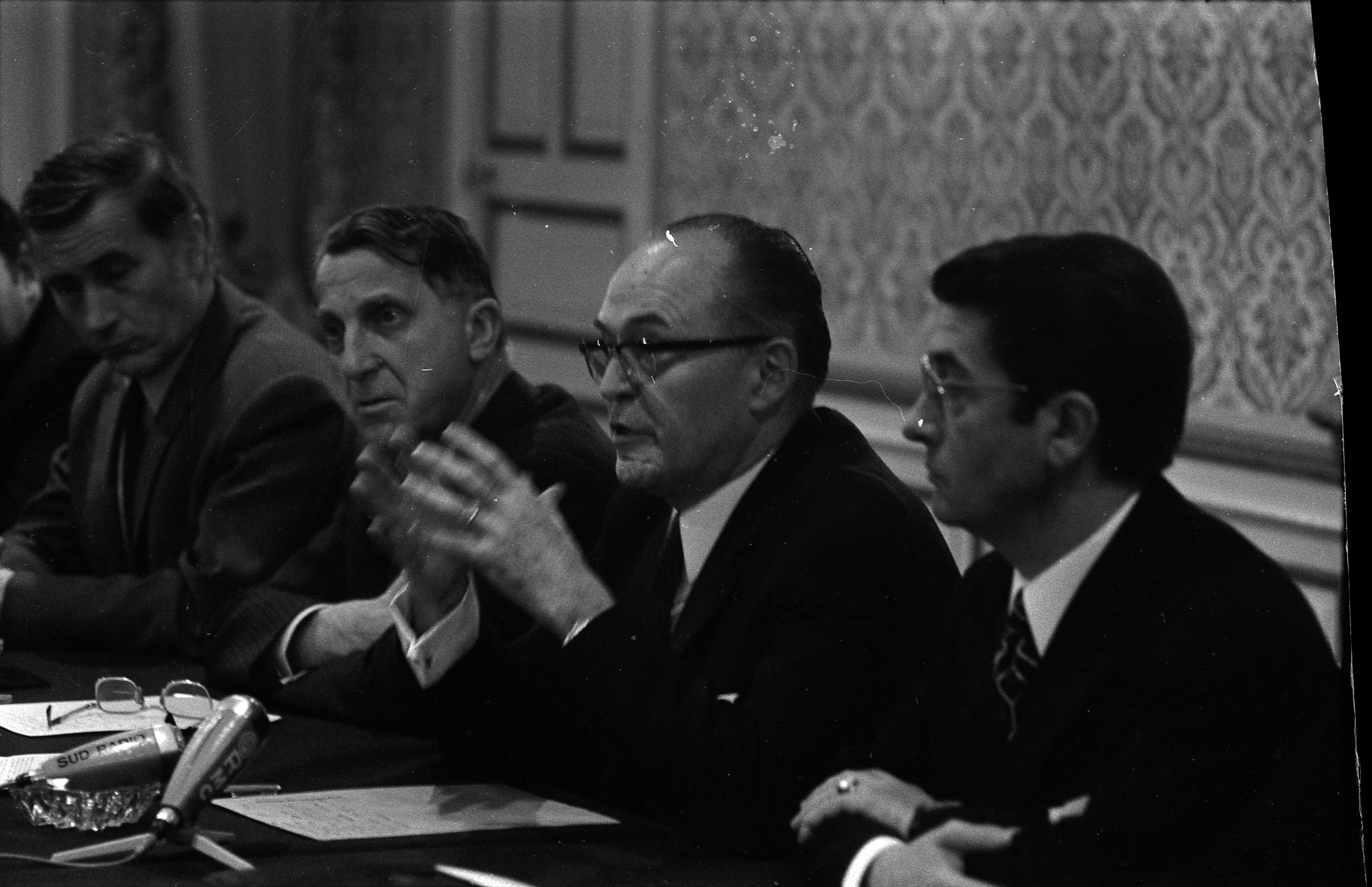
Pierre Baudis, premier adjoint au maire de la ville de Toulouse, lors d'une conférence de presse ; encadré par à gauche Jean Krynen, professeur d'histoire à l'université de Toulouse, Paul Ourliac, directeur de l'Institut d'Etudes Politiques de Toulouse, à droite Robert Maffre, adjoint au maire de la ville de Toulouse.

Licencié ès lettres, archiviste paléographe major de la promotion 1936, docteur en droit et agrégé de droit (classé 2e, 1937), Pierre Raymond Paul Ourliac passe ensuite à l'École française de Rome où il est membre de 1936 à 1938,.
Nommé professeur aux universités de Montpellier (1938-1940) et de Toulouse (1940-?), il dirige l'Institut d'études politiques de Toulouse de 1954 à 1980,.
Pendant l'Occupation, Paul Ourliac est directeur de cabinet du secrétaire d’État à l’Éducation nationale et à la Jeunesse du gouvernement de Vichy, Jérôme Carcopino.
Élu secrétaire perpétuel de l'Académie de législation (1961), membre de l'Académie des inscriptions et belles-lettres (1970), puis mainteneur de l'Académie des Jeux floraux de Toulouse (19e fauteuil, 1973).[réf. souhaitée], Paul Ourliac est docteur honoris causa des universités de Lausanne et de Navarre.
Paul Ourliac a aussi été conseiller municipal, puis adjoint au maire de Toulouse. Il meurt dans cette ville le 8 août 1998, à quatre-vingt-sept ans. Il avait épousé Françoise Binet (1919-2011).
Un prix de l'Académie de législation porte son nom. 
En sa mémoire, l'Université Toulouse Capitole a donné son nom à l'un de ses amphithéâtres. 

## Publications
Paul Ourliac classe ses travaux en 4 axes : histoire du droit français; histoire de l'Église; civilisation méridionale; histoire de l'agriculture et du droit rural. Dans ses analyses, le droit canonique du XVe compte parmi les causes du déclin de la civilisation mériodionale.
- Droit romain et pratique méridionale au XVe siècle : Étienne Bertrand, Librairie du Recueil Sirey, coll. « Thèses françaises », 1937
- avec Jean Louis Gazzaniga, Histoire du droit privé français, Albin Michel, 12 février 1985, 448 p. (ISBN 978-2-226-21665-6, lire en ligne)
- Anne-Marie Magnou, Paul Ourliac, Cartulaire de l'abbaye de Lézat, Paris, CTHS, 1984-1987, 2 vol., en ligne sur Gallica.

## Distinctions
- Commandeur de l'ordre national du Mérite[3]
- Officier de la Légion d'honneur[3]
- Chevalier de l'ordre du Mérite agricole[3]